# あこがれ (まりやの曲)
「あこがれ」は、まりや（林原めぐみ）のシングル。1998年7月23日に8cmCD版がVAPから発売された（VPDG-20762）。
2007年11月21日にマキシシングルとして再発売された（VPCG-82240）。

## 概要
1998年に日本テレビ系の『金曜ロードショー』で放送されたアニメ『ルパン三世 炎の記憶〜TOKYO CRISIS〜』のエンディングテーマ。
林原めぐみがまりや名義で1998年7月23日にVAPから発売したシングル。2007年11月21日にマキシシングルとして再発売されている。
「まりや（一色まりや）」は同作品に登場するキャラクターの1人。ジャケットには「林原めぐみ」の文字が一切書かれておらず、公式上、林原めぐみのディスコグラフィにはカウントされていないが、2015年6月17日に発売された、林原の初期の楽曲を集めたベストアルバム『タイムカプセル』に同曲が収録されている。

## 収録曲
1. あこがれ [3:29]
歌：まりや（林原めぐみ）
作詞：戸沢暢美、作曲・編曲：大野雄二
  - 日本テレビ系金曜特別ロードショー『ルパン三世 炎の記憶〜TOKYO CRISIS〜』エンディングテーマ
2. ラヴ・スコール -ピアノ・トリオ・バージョン- [4:52]
作曲・編曲：大野雄二
3. あこがれ -オリジナル・カラオケ- [3:28]

## 参加アーティスト
| あこがれ - Drums：市原康 - Bass：渡辺直樹 - Guitar：角田順 - Piano, Keyboard：大野雄二 - Latin Percussion：木村誠 - Strings：小林陽一郎グループ - Flute：旭純、篠原猛 - Frugal Horn：数原晋、河東伸夫 - Harp：朝川朋之 - Chorus：広谷順子、河合夕子、菅井えり | ラヴ・スコール -ピアノ・トリオ・バージョン- - Piano：大野雄二 - Drums：村田憲一郎 - Wood Bass：鈴木良雄 |

## セルフカバー
大野雄二がリーダーを務めるバンド、Yuji Ohno & Lupintic Sixのアルバム『YEAH!!YEAH!!』に「あこがれ」のセルフカバーが収録されている。ボーカルは、Fujikochansの佐々木詩織。

## 収録アルバム
| 曲名     | 収録アルバム                                                  | 発売日        | 規格品番     |
| -------- | ------------------------------------------------------------- | ------------- | ------------ |
| あこがれ | 『ルパン三世 炎の記憶 〜TOKYO CRISIS〜 ORIGINAL SOUND TRACK』 | 1998年9月21日 | VPCG-84662   |
| あこがれ | 『タイムカプセル』                                            | 2015年6月17日 | KICS-3192〜4 |